# Tanaorhinus viridiluteata
Tanaorhinus viridiluteata är en fjärilsart som beskrevs av Walker 1861. Tanaorhinus viridiluteata ingår i släktet Tanaorhinus och familjen mätare. Inga underarter finns listade i Catalogue of Life.